# Норвичский университет
Норвичский университет (англ. Norwich University – The Military College of Vermont) — американская частная военная академия в Нортфилде, штат Вермонт.
Старейший частный и военный колледж в Соединенных Штатах, предлагающий степени бакалавра и магистра в собственном кампусе и в режиме онлайн. Один из шести самых старых военных колледжей, признанных Министерством обороны США как «место рождения Корпуса подготовки офицеров запаса».

## История

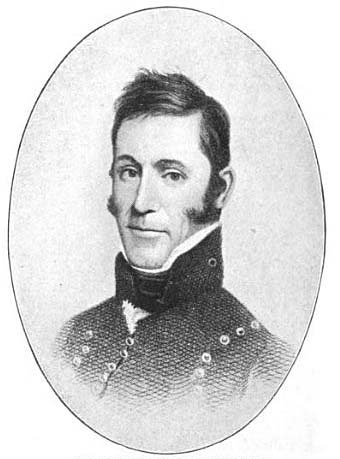
Олден Партридж

Университет был основан в 1819 году в Норвиче, штат Вермонт, капитаном Олденом Партриджем, военным педагогом и бывшим суперинтендантом Вест-Пойнта. Партридж верил в «американскую систему образования» традиционную учебную программу по гуманитарным наукам с обучением гражданскому строительству и военным наукам. Покинув Вест-Пойнт из-за неодобрения его системы Конгрессом США, он вернулся в свой родной штат Вермонт, чтобы создать Американскую литературную, научную и военную академию (American Literary, Scientific and Military Academy). Основывая академию, он восстал против реформ военного деятеля Сильвануса Тайера, чтобы предотвратить рост того, что он считал величайшей угрозой безопасности молодой американской республики: аристократического и карьеристского офицерского класса. Он считал, что хорошо обученная милиция является насущной необходимостью, и разработал американскую систему вокруг этой идеи. Созданная Партриджем академия стала источником вдохновения для ряда военных колледжей по всей стране, включая The Citadel, а затем так называемых Земельных колледжей, созданные в соответствии с Законом Моррилла 1862 года.
Партридж основал ещё 16 других военных учреждений во время своего стремления реформировать молодые вооруженные силы Соединенных Штатов, в том числе:
- Virginia Literary, Scientific and Military Academy в Портсмуте, штат Виргиния (1839—1846),
- Pennsylvania Literary, Scientific, and Military Academy в Бристоле, штат Пенсильвания (1842—1845),
- Pennsylvania Military Institute at Harrisburg в Пенсильвании (1845—1848),
- Wilmington Literary, Scientific and Military Academy в Вилмингтоне, штат Делавэр (1846—1848),
- Scientific and Military Collegiate Institute в Ридинге, штат Пенсильвания (1850—1854),
- Gymnasium and Military Institute в Пембруке, штат Нью-Гэмпшир (1850—1853),
- National Scientific and Military Academy в Брендивайн Спрингс, штат Делавэр (1853).

В 1825 году академия переехала в Мидлтаун, штат Коннектикут, чтобы обеспечить лучшую военно-морскую подготовку для растущего кадетского корпуса. В 1829 году штат Коннектикут отказался предоставлять поддержку Олдену Партриджу, и он перевел школу обратно в Норвич (кампус в Мидлтауне стал в 1831 году Уэслианским университетом). В 1834 году Вермонт признал учреждение Норвичским университетом. С началом Гражданской войны кадеты университета служили инструкторами ополчения штатов на Северо-Востоке США. В годы войны количество студентов в университете сократилось — осенью 1866 года учебное заведение открылась всего с 19 студентами. 1870-е и 1880-е годы были периодами финансовых потрясений для университета и переименования его в Колледж Льюиса (Lewis College) в 1880 году. К 1884 году Законодательное собрание штата Вермонт вернуло колледжу название Норвичский. В 1898 году учебное учреждение получило статус Военного колледжа штата Вермонт (Military College of the State of Vermont).
Выпускники Норвичского учебного заведения принимали участие в Первой и Второй мировых войнах. Военная летная подготовка в нём началась в 1939 году, а с 1946 по 1947 год конная кавалерия была полностью заменена бронетехникой. В 1974 году в университет были приняты первые женщины.

## Деятельность
В университете преподаются 29 специальностей в следующих академических подразделениях:
- College of Graduate and Continuing Studies
- College of Liberal Arts
- College of National Services
- College of Science and Mathematics
- College of Professional Schools
  - School of Architecture + Art
  - School of Business
  - School of Cybersecurity, Data Science, and Computing
  - David Crawford School of Engineering
  - School of Nursing

В рейтинге US News & World Report за 2014 год Норвичский университет занял 74-е место в категории Regional Universities (North).
24-v президентом университета с сентября 2021 года является полковник ВВС США в отставке Марк Анарумо (Mark Anarumo).
В числе выпускников многие известные военные США.
См. Выпускники Норвичского университета